# Bay of Fires
Pour les articles homonymes, voir Fires.
La Bay of Fires est une baie de l'est de la Tasmanie.
Le nom de la baie lui a été donné par le capitaine du HMS Adventure Tobias Furneaux en 1773 qui y a vu des feux d'autochtones sur les plages.

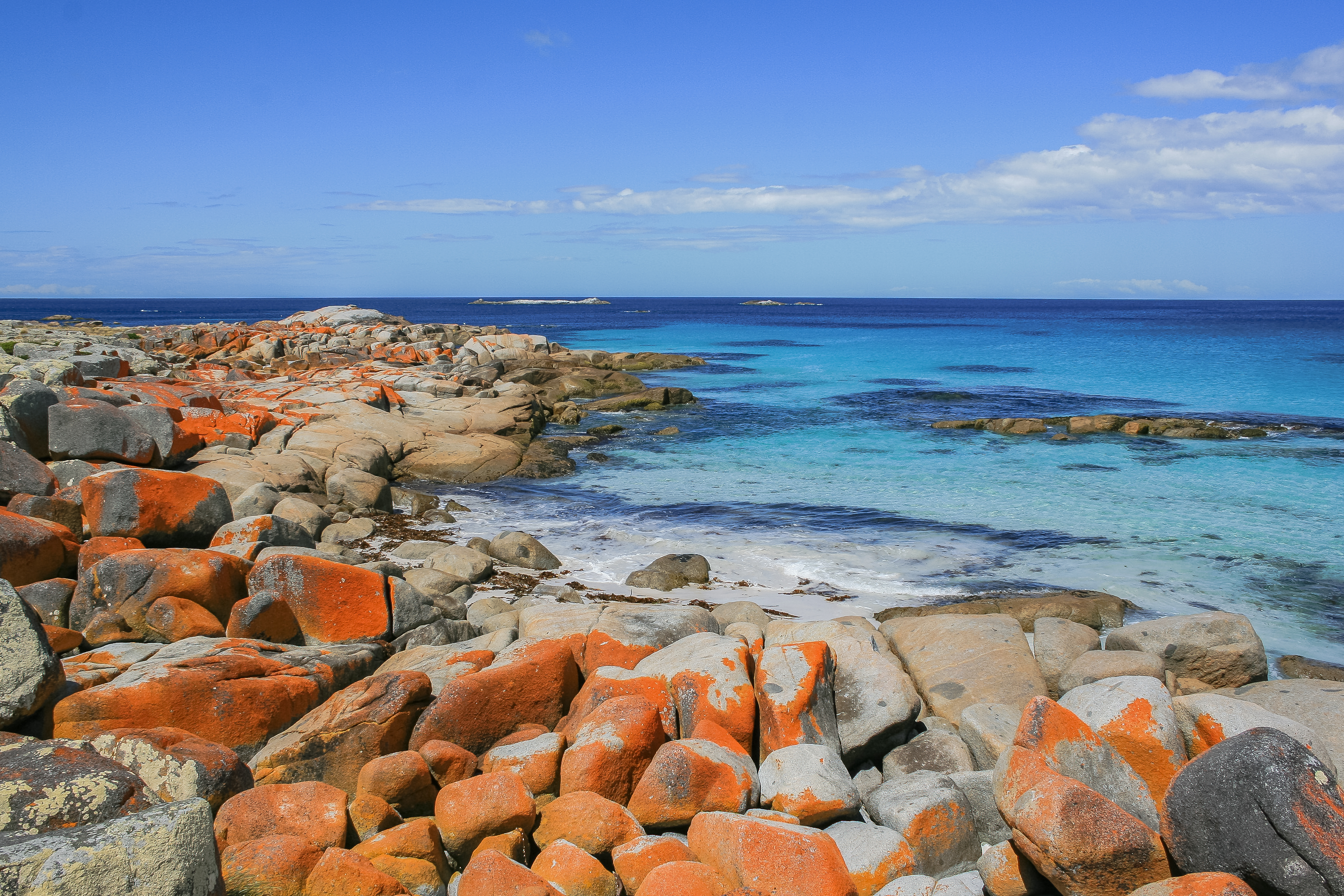
Bay of Fires.